# Henry Clay (țigară de foi)

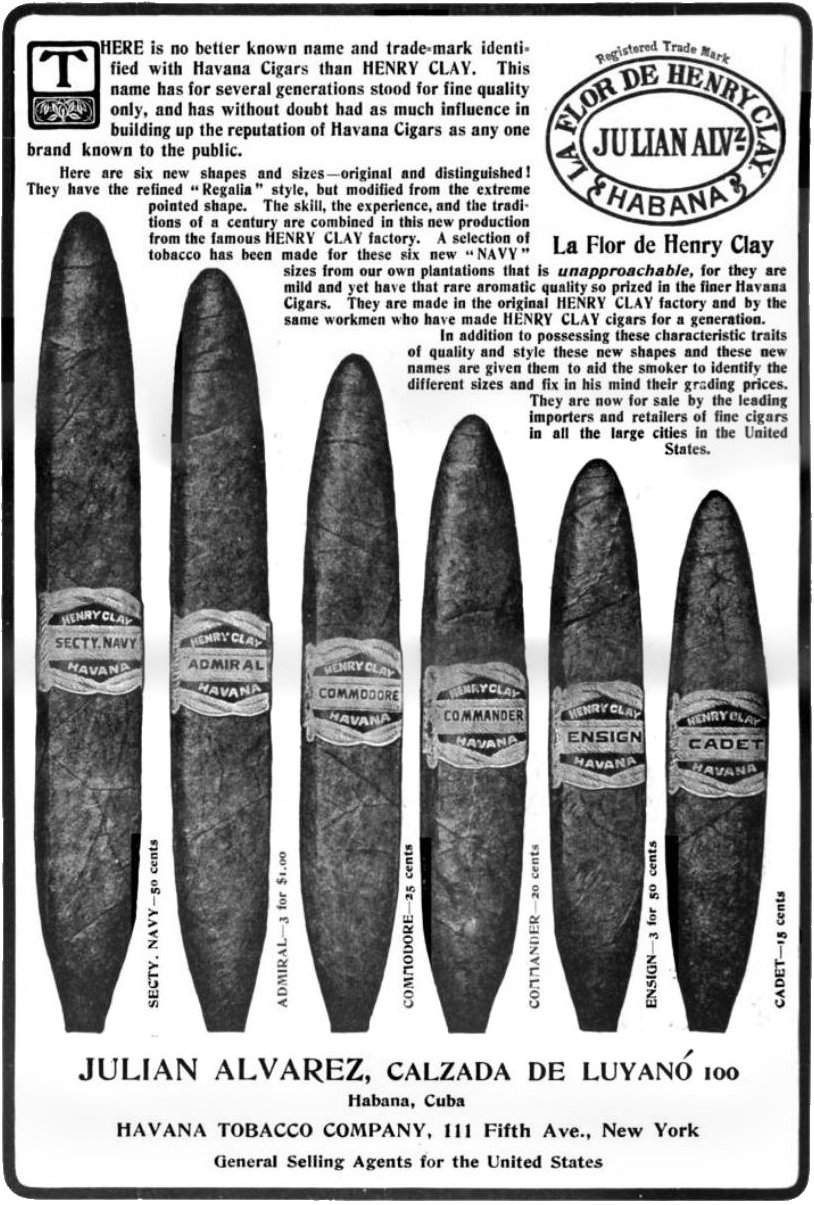
O reclamă din 1905.

Henry Clay este o marcă de trabucuri numită după omul politic american Henry Clay (1777-1852). Țigările de foi sunt produse în prezent în Republica Dominicană.

## Istoric
Marca Henry Clay a fost creată pentru prima dată în 1840 de către magnatul cubanez al industriei tutunului, emigrantul spaniol Julián Álvarez Granda. Numele a fost propus de Alvarez, atunci când era în serviciul unui angajator și l-a păstrat odată ce a intrat el însuși în afaceri.
Afacerile lui Alvarez au fost preluate în cele din urmă de către o companie britanică denumită Henry Clay and Bock & Co. Ltd. care a fost fondată în 1888. Henry Clay and Bock & Co. Ltd. va deveni o componentă a trustului Tobacco care, împreună cu alte trusturi, a făcut obiectul legislației anti-trust din Statele Unite ale Americii.
Marca se află în prezent în proprietatea companiei spaniole Altadis, o divizie a Imperial Tobacco.

## În cultura populară
- Scriitorul englez Rudyard Kipling cugetă „There's calm in a Henry Clay” în poemul „The Betrothed” (1886).
- Este menționat în poemul "Absinthe: The Green Goddess” (1918) al ocultistului englez Aleister Crowley: „Here, too, sat Henry Clay, who lived and died to give his name to a cigar”.
- Brandul este menționat de scriitorul irlandez James Joyce în romanul Ulise (1922): „Long John Fanning made no way for them. He removed his large Henry Clay decisively and his large fierce eyes scowled intelligently over all their faces”.[5]
- În romanul Muntele vrăjit (Der Zauberberg, 1924) al lui Thomas Mann, Hofrat Behrens, medicul sanatoriului, își amintește cum a ajuns pe moarte după ce a fumat două țigări de foi Henry Clay cu cafea și a fost reînviat printr-o injecție cu camfor, comprese cu gheață și masaj.
- În poemul Блек энд уайт/Alb și negru (1925) al poetului, dramaturgului și actorului Vladimir Maiakovski ce descrie rasismul și exploatarea capitalistă, decorul este reprezentat de o fabrică de țigări de foi Henry Clay and Bock Ltd. din Havana: „В Гаване все разграничено четко: у белых доллары, у черных—нет. Поэтому Вилли стоит со щеткой у «Энри Клей энд Бок, лимитед»”. . . . „И надо же случиться, чтоб как раз тогда к королю сигарному Энри Клей пришел, белей, чем облаков стада, величественнейший из сахарных королей”.
- Colonelul Pavel (Pol) Vardaru fumează țigări de foi Henry Clay în romanul Întunecare (1927-1928) al lui Cezar Petrescu, după ce le rupe vârful cu dinții, atrăgând replica acidă a soției sale: „Pol, iarăși începi cu ororile tale?... Mută cel puțin scaunul... Știi că nu pot suporta mirosul ăsta de catran!...”[6]
- Se face trimitere la Henry Clay ca „cel mai bun trabuc” al băcanului londonez în filmul Șantaj (1929) al lui Alfred Hitchcock.
- Este menționat în tangoul „Die Matrosen” din piesa Happy End (1929) a dramaturgului german Bertolt Brecht.
- Romancierul belgian Georges Simenon scrie în romanul său  Pietr-le-Letton: (1931): „un Henry Clay aux lèvres”.
- Personajul Claire Zachanassian din piesa Der Besuch der alten Dame/Vizita bătrânei doamne (1956) a dramaturgului elvețian Friedrich Dürrenmatt fumează țigări de foi Henry Clay.
- A fost menționat în poemul „A Busy Man” al poetului și prozatorului britanico-canadian Robert William Service: „And now I'll toddle to the garden/And light a good old Henry Clay”.
- Gentlemanul spărgător Arsène Lupin al lui Maurice Leblanc a fost descris ca folosind un trabuc Henry Clay pentru a masca un răspuns dat unui asociat inventat ca parte a planului său de evadare din închisoare în romanul Arsène Lupin in Prison.